# سيد أباد (أبرشيوة)
سید أباد (بالفارسية: سیدآباد) هي قرية تقع في إيران في قسم أبرشيوة الريفي. يقدر عدد سكانها بـ 492 نسمة بحسب إحصاء 2016.